# André-Pierre Gignac
André-Pierre Christian Gignac (Martigues, 5 de dezembro de 1985) é um futebolista francês naturalizado mexicano que atua como atacante, que atualmente é integrante do club de futebol Tigres UANL.

## Clubes

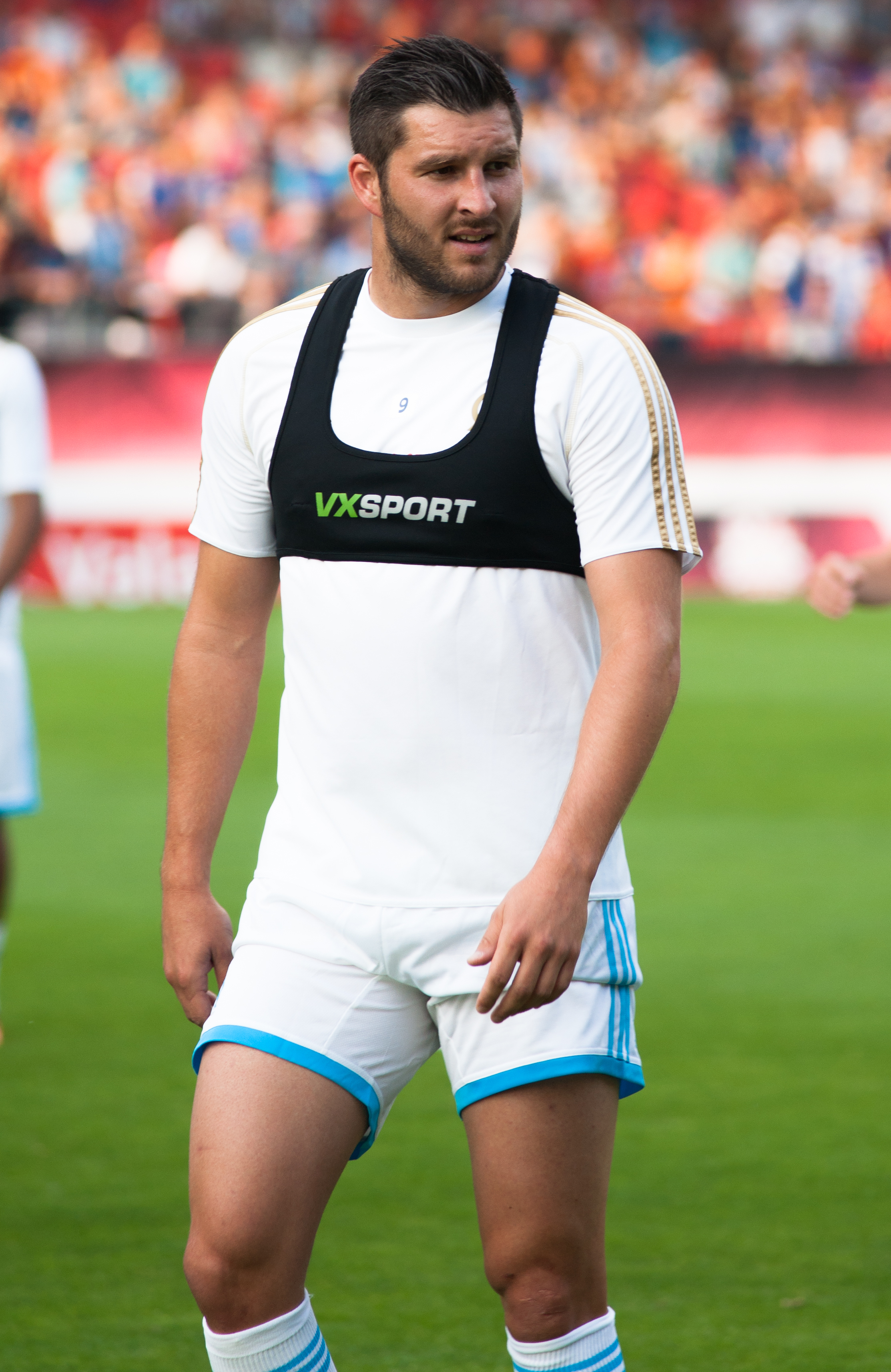
Gignac em 2013.

### Lorient
Formado nas categorias de base na França, Gignac se transferiu para o  Lorient ainda antes de ser tornar profissional. Permaneceu por dois anos nas categorias de base e foi promovido ao time principal em 2004.
Na temporada 2005-06 foi emprestado ao Pau, um clube modesto da terceira divisão francesa. Após marcar oito gols em dezoito jogos, retornou ao Lorient.

### Toulouse
Depois de altos e baixos no clube que o revelou, o Toulouse contratou o jogador. Gignac virou o destaque do time na temporada 2008-09, sendo o artilheiro da Ligue 1 com 24 gols, onde o Toulouse fez boa campanha, terminando no 4° lugar. Na temporada 2009-10, não conseguiu repetir o bom desempenho do ano anterior e nem sequer brigou pela artilharia do certame. Ainda assim, foi o destaque do time, que fez péssima campanha.

### Olimpique de Marseille
Em agosto de 2010, logo após o começo da temporada 2010-11, foi contratado pelo Olympique de Marseille por 16 milhões de euros.

### Tigres UANL
Após o término de contrato com o clube francês, Gignac acertou com o Tigres UANL, do México, em uma transferência que surpreendeu o mundo, sendo que havia diversos rumores que grandes times europeus o queriam. Depois de uma boa temporada, no entanto, foi seduzido pelo projeto da equipe mexicana sendo considerado uma das maiores contratações da história do futebol mexicano, tendo sido inclusive o primeiro jogador francês a atuar em uma final de Copa Libertadores da América.

## Seleção Francesa
Se destacando pelo Toulouse, foi convocado pelo treinador Raymond Domenech para atuar pela Seleção Francesa de Futebol. Estreou em 2009, num jogo contra a Lituânia, válido pelas eliminatórias europeias. O jogador entrou no segundo tempo do jogo e fez o passe para o gol único da partida, marcado por Franck Ribéry. Marcou seu primeiro gol pelos bleus em 12 de agosto de 2009, o único da vitória sobre Ilhas Faroé. Integrou o elenco que participou da Copa do Mundo FIFA de 2010 e também foi convocado para a disputa da Eurocopa 2016 na França.

### Sub-23
O Gignac foi convocado pelo treinador Sylvain Ripoll para a disputa do torneio olímpico de futebol nos Jogos de Tóquio 2020, posteriormente adiados para 2021. Ele fez parte dos 3 atletas permitidos para a disputa que tinham acima da idade limite, excepcionalmente para essa edição de 24 anos.
| #  | Data                   | Local                 | Adversário  | Placar | Resultado | Competição      |
| -- | ---------------------- | --------------------- | ----------- | ------ | --------- | --------------- |
| 1. | 12 de agosto de 2009   | Tórshavn, Ilhas Faroé | Ilhas Faroé | 0–1    | 0–6       | Elim. Copa 2010 |
| 2. | 10 de outubro de 2009  | Guingamp, França      | Ilhas Faroé | 1–0    | 5–0       | Elim. Copa 2010 |
| 3. | 10 de outubro de 2009  | Guingamp, França      | Ilhas Faroé | 2–0    | 5–0       | Elim. Copa 2010 |
| 4. | 14 de outubro de 2009  | Paris, França         | Áustria     | 3–1    | 3–1       | Elim. Copa 2010 |
| 5. | 14 de outubro de 2014  | Erevan, Arménia       | Armênia     | 2–0    | 3–0       | Amistoso        |
| 6. | 13 de novembro de 2015 | Saint Denis, França   | Alemanha    | 2–0    | 2–0       | Amistoso        |
| 7. | 29 de março de 2016    | Saint Denis, França   | Rússia      | 2–0    | 4–2       | Amistoso        |

## Títulos
Olympique de Marseille
- Copa da Liga Francesa: 2010–11, 2011–12

Tigres UANL
- Liga MX: Apertura 2015, Apertura 2016, Apertura 2017, Clausura 2019, Clausura 2023
- Campeón de Campeones: 2016, 2017, 2018
- Campeones Cup: 2018, 2023
- Liga dos Campeões da CONCACAF: 2020

### Prêmios individuais
- Bola de prata da Copa do Mundo de Clubes da FIFA: 2020

### Artilharias
- Ligue 1 de 2008–09 (24 gols)
- Torneio Clausura 2016 (13 gols)
- Torneio Apertura 2018 (14 gols)
- Liga dos Campeões da CONCACAF 2020 (6 Gols)
- Copa do Mundo de Clubes da FIFA de 2020: (3 gols)